# Lengkongsari
Lengkongsari is een bestuurslaag in het regentschap Kota Tasikmalaya van de provincie West-Java, Indonesië. Lengkongsari telt 14.802 inwoners (volkstelling 2010).